# 灰鳞假瘤蕨
灰鳞假瘤蕨（学名：Phymatopteris albopes）为水龙骨科假瘤蕨属下的一个种。

## 扩展阅读
- 維基物種上的相關：灰鳞假瘤蕨